# نهى رضوان
نهى محمد رضوان (بالإنجليزية: Noha Radwan)‏ هي أكاديمية مصرية أمريكية، تعمل أستاذًا مساعدًا للأدب العربي والأدب المقارن بجامعة كاليفورنيا في دافيس، حيث تقوم بتدريس "مقدمة إلى الحضارة الإسلامية"، كما سبق لها العمل أستاذًا مساعدًا للأدب العربي بجامعة كولومبيا، وتولّت كذلك التدريس في جامعة كاليفورنيا في بيركلي.
ولدت نهى رضوان بالقاهرة، وحصلت على درجة الماجستير في الدراسات العربية من الجامعة الأمريكية في القاهرة، ثم نالت الدكتوراه من جامعة كاليفورنيا في بيركلي. تشمل اهتماماتها البحثية الأدب الشرق أوسطي الحديث باللغتين العربية والعبرية، كما تولي اهتمامًا خاصًا للشعر العربي الحديث.